# Чарквіані Кандид Несторович
Кандид Несторович Чарквіані (груз. კანდიდ ნესტორის ძე ჩარკვიანი) (1907, село Сурмуші (за іншими даними — село Цагері) Лечхумського повіту Кутаїської губернії, тепер Грузія — 13 вересня 1994, місто Тбілісі, Грузія) — радянський партійний діяч, 1-й секретар ЦК КП(б) Грузії. Член Бюро ЦК КП(б) Грузії в 1938—1952 р. Кандидат в члени ЦК ВКП(б) у 1939—1952 р. Депутат Верховної Ради СРСР 1—3-го скликань. Доктор економічних наук.

## Життєпис
Народився у родині селянина-середняка. У 1917 році закінчив сільську школу в селі Кореніші Лечхумського повіту Кутаїської губернії, у 1921 році закінчив вище початкове училище в селі Лайлаші, а у 1924 році — Кутаїський гуманітарний технікум. У 1924 році вступив до комсомолу.
У грудні 1924 — квітні 1926 р. — начальник районного адресного столу адміністративного відділу Тифліського міського виконавчого комітету. У квітні 1926 — квітні 1928 р. — секретар організаційного відділу Тифліського міського комітету КП(б) Грузії.
У квітні 1928 — жовтні 1930 р. — завідувач партійного відділу редакції газети «Комуністі» в місті Тифлісі.
Член ВКП(б) з березня 1930 року.
У жовтні 1930 — грудні 1931 р. — студент Закавказького інституту інженерів шляхів сполучення, закінчив лише перший курс.
У грудні 1931 — квітні 1932 р. — інструктор із друку відділу культури і пропаганди ЦК КП(б) Грузії. У 1932 році закінчив два курси Закавказького індустріального інституту в Тифлісі.
У квітні 1932 — жовтні 1933 р. — відповідальний редактор газети «Ахалгазрда комуністі» в місті Тифлісі. У жовтні 1933 — січні 1935 р. — відповідальний редактор газети «Сталінелі» Політичного відділу машинно-тракторної станції в місті Телаві. У січні — жовтні 1935 р. — відповідальний редактор газети «Большевікурі сітква» в місті Хашурі.
У жовтні 1935 — грудні 1936 р. — завідувач виробничого відділу Партвидаву ЦК КП(б) Грузії в місті Тбілісі. У грудні 1936 — липні 1937 р. — заступник відповідального редактора журналу ЦК КП(б)Г «Партійне будівництво» у Тбілісі.
У липні 1937 — лютому 1938 р. — завідувач відділу культури і пропаганди (відділу шкіл і науки) ЦК КП(б) Грузії. У вересні 1937 року був обраний 1-м секретарем Спілки радянських письменників Грузинської РСР.
10 лютого — 31 серпня 1938 р. — 3-й секретар ЦК КП(б) Грузії.
31 серпня 1938 — 2 квітня 1952 р. — 1-й секретар ЦК КП(б) Грузії. Одночасно, у 1938 — січні 1952 р. — 1-й секретар Тбіліського міського комітету КП(б) Грузії.
У квітні 1952 — травні 1953 р. — інспектор ЦК КПРС у Москві. У травні 1953 — 1958 р. — керуючий будівельного тресту «Узбудтрест» Міністерства промисловості товарів широкого вжитку Узбецької РСР у місті Ташкенті.
У травні 1972 — липні 1981 р. — заступник директора з наукової частини Науково-дослідного інституту економіки і планування народного господарства при Держплані Грузинської РСР у Тбілісі. У липні 1981 — листопаді 1988 р. — директор Науково-дослідного інституту економіки і планування народного господарства при Держплані Грузинської РСР.
З листопада 1988 року — на пенсії у місті Тбілісі.

## Нагороди
- орден Леніна (24.02.1941)
- орден Вітчизняної війни I-го ст. (1.02.1945)
- орден Дружби Народів (1987)
- ордени
- медалі